# Rəşad Sadıqov
Rəşad Sadıqov (Baku, 1982. június 16. –) válogatott azeri labdarúgó, hátvéd, edző. Hat alkalommal választották az év labdarúgójának Azerbajdzsánban.

## Pályafutása

### Klubcsapatban
2000–01-ben a Turan, 2001–02-ben a Neftçi labdarúgója volt. 2002–03-ban az iráni Fulad csapatában játszott, majd visszatért a Neftçihez. 2005–06-ban a török Kayserispor, 2006 és 2008 között ismét a Neftçi játékosa volt. 2008–09-ben a török Kocaelispor, 2009–10-ben a Qarabağ együttesében szerepelt. 2010-ben a török Eskişehirspor labdarúgója volt. 2011 óta ismét a Qarabağ játékosa. Nyolc azeri bajnoki címet és öt azerikupa-győzelmet ért el klubjaival. Hat alkalommal választották az azeri labdarúgójának (2004, 2005, 2010, 2013, 2016, 2017).

### A válogatottban
2001 és 2017 között 111 alkalommal szerepelt az azeri válogatottban és öt gólt szerzett.

### Edzőként
2016 és 2018 között a Qarabağ U19-es csapatának, 2018-ban az azeri U21-es válogatottnak az edzője volt.

## Sikerei, díjai
- Az év azeri labdarúgója (2004, 2005, 2010, 2013, 2016, 2017)

 Neftçi PFK
- Azeri bajnokság
  - bajnok (2): 2003–04, 2004–05
- Azeri kupa
- győztes (2): 2002, 2004

 Qarabağ
- Azeri bajnokság
  - bajnok (6): 2013–14, 2014–15, 2015–16, 2016–17, 2017–18, 2018–19
- Azeri kupa
- győztes (3): 2015, 2016, 2017